# دوري هونغ كونغ لكرة القدم 2004–05
دوري هونغ كونغ لكرة القدم 2004–05 (بالصينية: 2004–05年香港甲組足球聯賽) هو الموسم 60 من دوري هونغ كونغ لكرة القدم ‏. كان عدد الأندية المشاركة فيه 9، وفاز فيه نادي سون هي.